# 세인트클레어호 (태즈메이니아주)

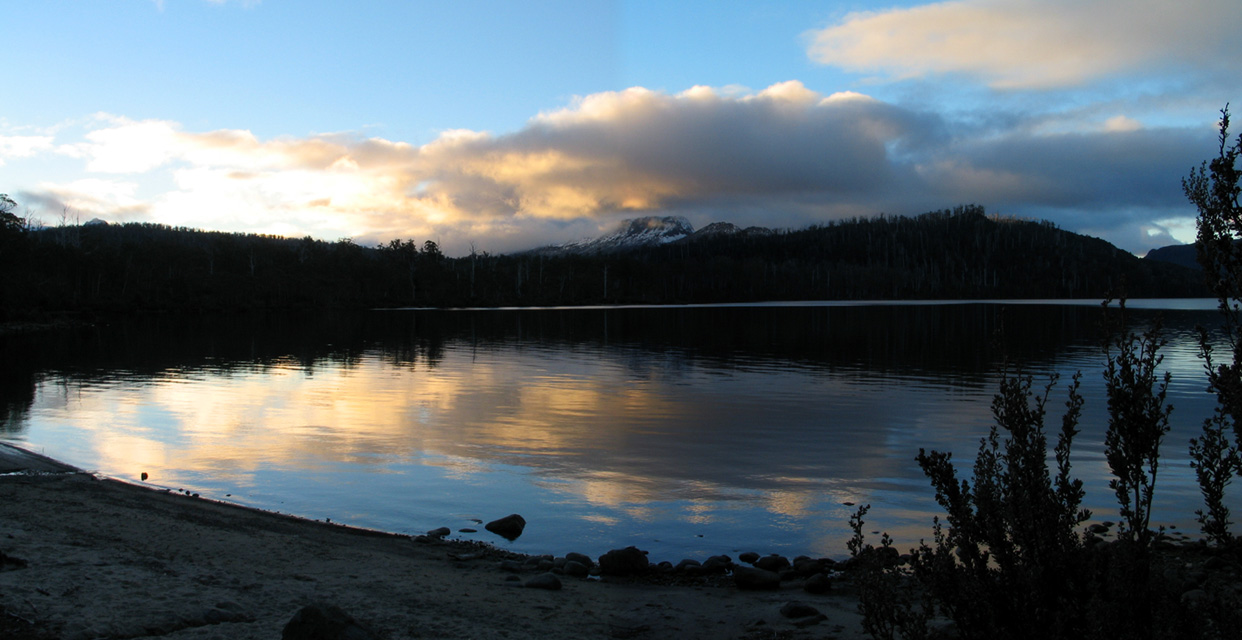
세인트클레어 호

세인트클레어호(Lake St Clair)는 오스트레일리아 태즈메이니아주 중앙 고원 (Central Highlands)과 크래들 마운틴 세인트 클레어 호수 국립 공원 (Cradle Mountain-Lake St Clair National Park)에 위치한 호수이다.